# Musas Tour
«Musas Tour» también conocido como «LafourcadeCDMXWorldTour» y en sus fechas en Argentina como «Tú si sabes Argentina» es la gira de conciertos de 2017 y 2018 de la cantautora mexicana Natalia Lafourcade para promocionar los dos álbumes del proyecto Musas. Para los eventos fuera de México contó con el patrocinio de la marca «CDMX» perteneciente al Gobierno de Ciudad de México. Recorrió 9 países en 2 dos continentes.

## Lista de canciones
La lista de canciones ofrecida en sus presentaciones es:
| - 1. «Vámonos negrito» - 2. «Tú me acostumbraste» - 3. «Soledad y el mar» - 4. «Qué he sacado con quererte» - 5. «Hasta la raíz» - 6. «Lo que construimos» - 7. «Mexicana hermosa» - 8. «Ya no te puedo querer» - 9. «Amor de mis amores» - 10. «Nunca es suficiente» - 11. «Amarte duele» | - 12. «Recuérdame» - 13. «Casa» - 14. «En el 2000» - 15. «Mi lugar favorito» - 16. «Duerme negrito» - 17. «Mi tierra veracruzana» - 18. «Ella es bonita» - 19. «Danza de gardenias» - 20. «Soy lo prohibido» - 21. «Te vi pasar» - 22. «Tú sí sabes quererme» |

## Presentaciones[2]
| Fecha                                                                                  | Ciudad                | País           | Recinto                                                                        |
| -------------------------------------------------------------------------------------- | --------------------- | -------------- | ------------------------------------------------------------------------------ |
| Teatros históricos Lafourcade                                                          |                       |                |                                                                                |
| 4 de julio de 2017                                                                     | San Miguel de Allende | México         | Teatro Ángela Peralta                                                          |
| 5 de julio de 2017                                                                     | León                  | México         | Teatro Manuel Doblado                                                          |
| 8 y 9 de julio de 2017                                                                 | Ciudad de Guanajuato  | México         | Teatro Juárez                                                                  |
| 21 y 22 de julio de 2017                                                               | Oaxaca de Juárez      | México         | Teatro Macediono Alcalá                                                        |
| 24 y 25 de julio de 2017                                                               | Puebla de Zaragoza    | México         | Teatro Principal                                                               |
| 29 de abril de 2017                                                                    | Los Ángeles           | Estados Unidos |                                                                                |
| 5 de agosto de 2017                                                                    | Acapulco              | México         | Fórum Mundo Imperial                                                           |
| 8 de agosto de 2017                                                                    | Chicago               | Estados Unidos | Copernicus Center                                                              |
| 9 de agosto de 2017                                                                    | Washington D. C.      | Estados Unidos | Sixth & I                                                                      |
| 11 de agosto de 2017                                                                   | Tucson                | Estados Unidos | Rialto Theatre                                                                 |
| Tú si sabes Argentina y Chile                                                          |                       |                |                                                                                |
| 19 de agosto de 2017                                                                   | Córdoba               | Argentina      | Espacio Quality                                                                |
| 20 de agosto de 2017                                                                   | Rosario               | Argentina      | Galpón de la Música                                                            |
| 22 y 23 de agosto de 2017                                                              | Buenos Aires          | Argentina      | La Trastienda Samsung                                                          |
| 24 de agosto de 2017                                                                   | Buenos Aires          | Argentina      | Teatro Ópera                                                                   |
| 26 de agosto de 2017                                                                   | Mar del Plata         | Argentina      | Teatro Radiocity                                                               |
| 29 de agosto de 2017                                                                   | Buenos Aires          | Argentina      | Centro Cultural Kirchner                                                       |
| 30 de agosto de 2017                                                                   | Mendoza (Argentina)   | Argentina      | Arena Maipú                                                                    |
| 1 de septiembre de 2017                                                                | Santiago de Chile     | Chile          | Teatro Coliseo                                                                 |
| Un Canto por México para la reconstrucción del Centro de documentación del Son Jarocho |                       |                |                                                                                |
| 14 de noviembre de 2017                                                                | Anaheim               | Estados Unidos | House of Blues                                                                 |
| 28 de diciembre de 2018                                                                | Jáltipan de Morelos   | México         | Festival del Son Jarocho de Jáltipan / Centro de documentación del Son Jarocho |
| LafourcadeCDMXWorldTour - Europa                                                       |                       |                |                                                                                |
| 12 de febrero de 2018                                                                  | Londres               | Reino Unido    | Sala KOKO                                                                      |
| 13 de febrero de 2018                                                                  | París                 | Francia        | Bataclán                                                                       |
| 15 de febrero de 2018                                                                  | Barcelona             | España         | Sala Apolo                                                                     |
| 16 de febrero de 2018                                                                  | Madrid                | España         | La Riviera                                                                     |
| 18 de agosto de 2018                                                                   | Ferrol                | España         | Auditorio de Ferrol                                                            |
| Celebración de los 90° Premios Oscar                                                   |                       |                |                                                                                |
| 4 de marzo de 2018                                                                     | Los Ángeles           | Estados Unidos | Dolby Theatre                                                                  |
| LafourcadeCDMXWorldTour - LATAM                                                        |                       |                |                                                                                |
| 10 de marzo de 2018                                                                    | Puebla de Zaragoza    | México         | Auditorio Metropolitano                                                        |
| 17 de marzo de 2018                                                                    | Guadalajara           | México         | Centro Cultural Universitario                                                  |
| 23 de marzo de 2018                                                                    | Tuxtla Gutiérrez      | México         | Polyforum Mesoamericano                                                        |
| 4 de abril de 2018                                                                     | Ciudad de Zacatecas   | México         | Plaza de Armas                                                                 |
| 11 de abril de 2018                                                                    | Guácima               | Costa Rica     | Anfiteatro Coca-Cola del Parque Viva                                           |
| 13 de abril de 2018                                                                    | Los Mochis            | México         | Explanada del Palacio de Gobierno                                              |
| 20 de abril de 2018                                                                    | Monterrey             | México         | Festival Pa'l Norte / Parque Fundidora                                         |
| LafourcadeCDMXWorldTour - Argentina, Chile y Estados Unidos                            |                       |                |                                                                                |
| 26 y 27 de abril de 2018                                                               | Buenos Aires          | Argentina      | Teatro Gran Rex                                                                |
| 29 de abril de 2018                                                                    | Santiago de Chile     | Chile          | Teatro Coliseo                                                                 |
| 2 de mayo de 2018                                                                      | Toronto               | Canadá         | Queen Elizabeth Theatre                                                        |
| 3 de mayo de 2018                                                                      | Chicago               | Estados Unidos | Concord Music Hall                                                             |
| 5 de mayo de 2018                                                                      | Nueva York            | Estados Unidos | Terminal 5                                                                     |
| 6 de mayo de 2018                                                                      | Washington D.C        | Estados Unidos | Warner Theatre                                                                 |
| 7 de mayo de 2018                                                                      | Filadelfia.           | Estados Unidos | The Theatre of Living Arts                                                     |
| 9 de mayo de 2018                                                                      | Atlanta.              | Estados Unidos | Center Stage                                                                   |
| 11 de mayo de 2018                                                                     | Pharr.                | Estados Unidos | Pharr Events Center                                                            |
| 12 de mayo de 2018                                                                     | Laredo.               | Estados Unidos | Laredo Energy Arena                                                            |
| 14 de mayo de 2018                                                                     | Houston.              | Estados Unidos | House of Blues                                                                 |
| 15 de mayo de 2018                                                                     | San Antonio.          | Estados Unidos | The Aztec Theatre                                                              |
| 16 de mayo de 2018                                                                     | Dallas                | Estados Unidos | House of Blues                                                                 |
| 17 de mayo de 2018                                                                     | El Paso               | Estados Unidos | The Plaza Theatre                                                              |
| 19 de mayo de 2018                                                                     | Phoenix               | Estados Unidos | The Van Buren                                                                  |
| 20 de mayo de 2018                                                                     | Tucson                | Estados Unidos | Rialto Theatre                                                                 |
| 22 de mayo de 2018                                                                     | Riverside             | Estados Unidos | Riverside Municipal Auditorium                                                 |
| 23 de mayo de 2018                                                                     | Los Ángeles           | Estados Unidos | Theatre at Ace Hotel                                                           |
| 25 de mayo de 2018                                                                     | Escondido             | Estados Unidos | California Center for The Arts                                                 |
| 26 de mayo de 2018                                                                     | Napa                  | Estados Unidos | BottleRock Festival                                                            |
| 27 de mayo de 2018                                                                     | Orange                | Estados Unidos | Musco Center for The Arts                                                      |
| 29 de mayo de 2018                                                                     | Berkeley              | Estados Unidos | The UC Theatre                                                                 |
| 31 de mayo y 1 de junio de 2018                                                        | Portland              | Estados Unidos | Crystal Ballroom/Revolution Hall                                               |
| 2 de junio de 2018                                                                     | Seattle               | Estados Unidos | The Neptune                                                                    |
| Fin de Tour en México                                                                  |                       |                |                                                                                |
| 8 de junio de 2018                                                                     | Mexicali              | México         | Centro Estatal de Las Artes                                                    |
| 9 de junio de 2018                                                                     | Tijuana               | México         | El Trompo                                                                      |
| 10 de junio de 2018                                                                    | Tlaxcala              | México         | Centro Cultural Universitario (UAT)                                            |
| 21 de junio de 2018                                                                    | Ciudad de México      | México         | Teatro Metropólitan                                                            |
| 22 de junio de 2018                                                                    | Ciudad de México      | México         | Teatro Metropólitan                                                            |
| 23 de junio de 2018                                                                    | Ciudad de México      | México         | Teatro Metropólitan                                                            |
| 26 de junio de 2018                                                                    | Ciudad de México      | México         | Teatro Metropólitan                                                            |
| 27 de junio de 2018                                                                    | Ciudad de México      | México         | Teatro Metropólitan                                                            |
| 28 de junio de 2018                                                                    | Ciudad de México      | México         | Teatro Metropólitan                                                            |
| 30 de junio de 2018                                                                    | Ciudad de México      | México         | Teatro Metropólitan                                                            |

### Gira por Estados Unidos de 2019[6]
Se considera una extensión de la gira "Musas" debido a que no se ha lanzado nuevo material.
| Fecha                            | Ciudad                 | País           | Recinto                              |
| -------------------------------- | ---------------------- | -------------- | ------------------------------------ |
| Natalia Lafourcade Tour 2019/USA |                        |                |                                      |
| 14 de julio de 2019              | Saratoga               | Estados Unidos | The Montain Winery                   |
| 18 de julio de 2019              | Escondido (California) | Estados Unidos | California Center of The Arts        |
| 21 de julio de 2019              | Los Ángeles            | Estados Unidos | Hollywood Bowl                       |
| 1 de septiembre de 2019          | Mauston                | Estados Unidos | Los Dells Festival                   |
| 3 de septiembre de 2019          | Nueva York             | Estados Unidos | The Rooftop at Pier 17               |
| 5 de septiembre de 2019          | Washington D. C.       | Estados Unidos | Warner Theatre                       |
| 8 de septiembre de 2019          | Denver                 | Estados Unidos | The Mission Ballroom                 |
| 3 de octubre de 2019             | El Paso                | Estados Unidos | Plaza Theatre                        |
| 5 y 12 de octubre de 2019        | Austin                 | Estados Unidos | Festival Austin City Limits          |
| 8 de octubre de 2019             | Irving                 | Estados Unidos | The Pavilion at Toyota Music Factory |
| 9 de octubre de 2019             | Houston                | Estados Unidos | Revention Music Center               |
| 11 de octubre de 2019            | Hidalgo                | Estados Unidos | State Farm Arena                     |
| 13 de octubre de 2019            | San Antonio            | Estados Unidos | Aztec Theatre                        |

### Segundo Auditorio Nacional[7]
| Fecha                                                                                  | Ciudad           | País   | Recinto            |
| -------------------------------------------------------------------------------------- | ---------------- | ------ | ------------------ |
| Un Canto por México para la reconstrucción del Centro de documentación del Son Jarocho |                  |        |                    |
| 4 de noviembre de 2019                                                                 | Ciudad de México | México | Auditorio Nacional |

- Datos: Q54015743

1. ↑  «Average setlist for tour: Musas Tour». Setlist.fm.
2. ↑  «Tour - Natalia Lafourcade». Sony Music México. Consultado el 22 de mayo de 2018.
3. ↑  MNLS (2 de febrero de 2018). «Natalia Lafourcade comienza su Europa Tour». Natalia Lafourcade Web Oficial. Consultado el 22 de mayo de 2018.
4. ↑  @natalialafourcade (Natalia Lafourcade). «Post en Instagram de Natalia Lafourcade». «Más de 40 fechas en puerta».
5. ↑  Natalia Lafourcade cierra su gira en el Teatro Metropólitan
6. ↑  «Natalia Lafourcade USA Tour 2019». Archivado desde el original el 28 de julio de 2019. Consultado el 28 de julio de 2019.
7. ↑  «Natalia Lafourcade rompe año sabático con concierto en la CDMX». Excélsior. 6 de agosto de 2019.